# Krängningshämmare

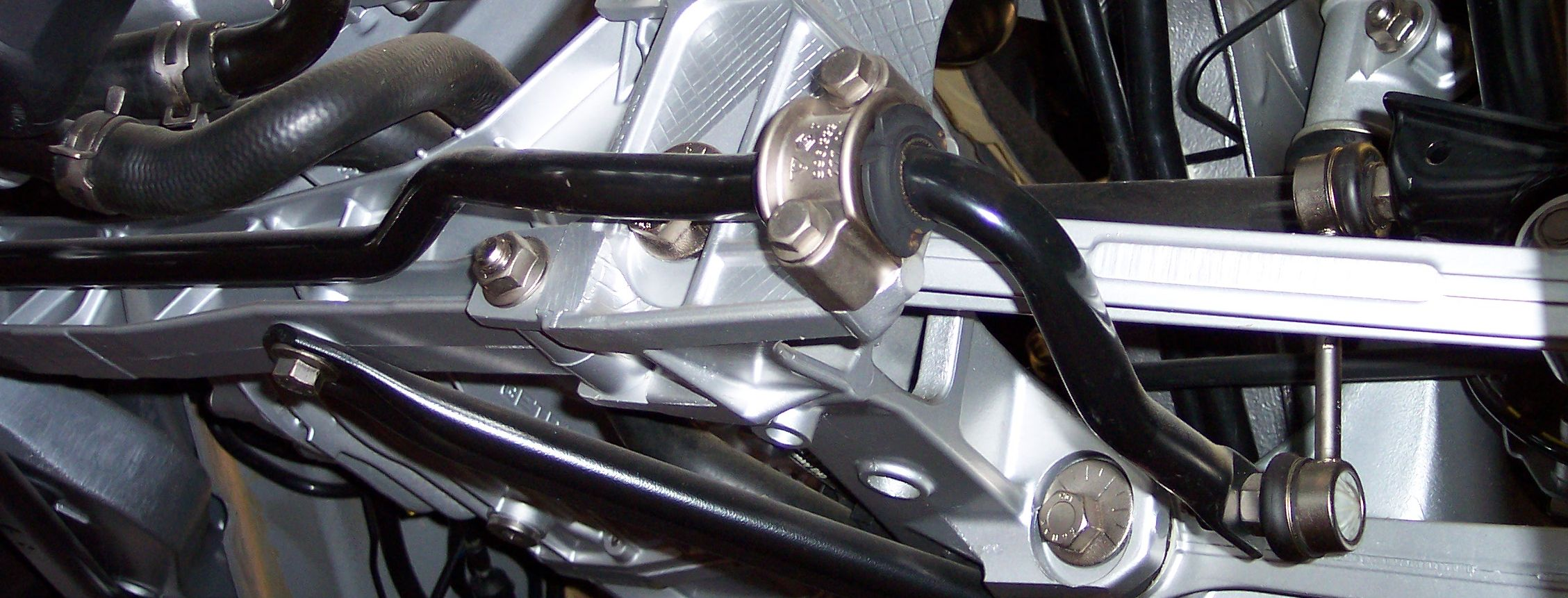
Krängningshämmare (svart) på bakaxeln till en Porsche

Krängningshämmaren hjälper till att stabilisera framvagn och/eller bakvagn på ett fordon. Finns även på lastbilar och snöskotrar. Krängningshämmaren är oftast utformad som en torsionsstav som är fäst i en rörlig framvagnsdel och på en fast punkt på bilen. Krängningshämmarstag har ofta gummibussningar eller kulleder.